# ティベスティ州
ティベスティ州（ティベスティしゅう、フランス語: Région du Tibesti、アラビア語: منطقة تبستي）は、チャドの州。チャド北部に位置し、州域のほとんどがサハラ砂漠である。州都はバルダイ。

## 設立まで
2008年にボルク・エネディ・ティベスティ州よりティベスティ県が分離して設立された。州内にティベスティ山地があり、州名もこれに由来する。

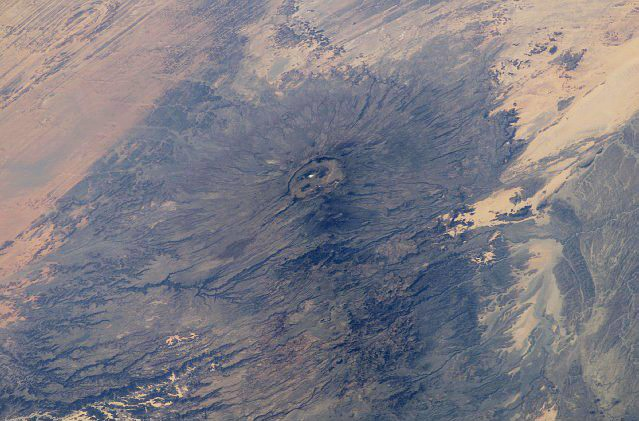
ティベスティ山地のエミクーシ山（国際宇宙ステーションから）

## 主な集落
- アウズー（英語版）
- ウール（英語版）
- オモチ
- グボンヌ（英語版）
- ズアール（英語版）
- ズムリ（英語版）
- バルダイ

## 出身人物
- グクーニ・ウェディ - 政治家